# Troglodites

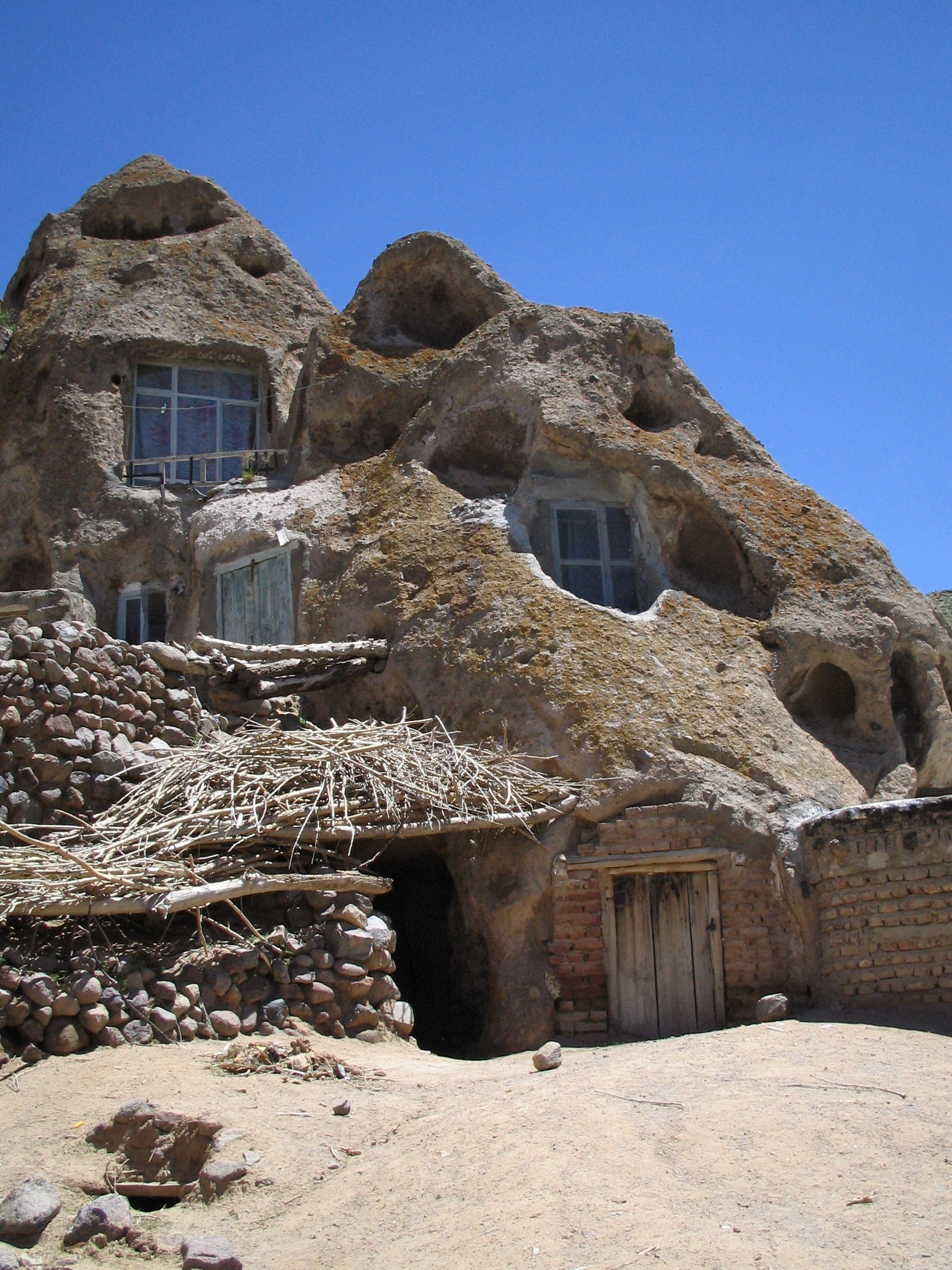
Kandovan a l'Iran.

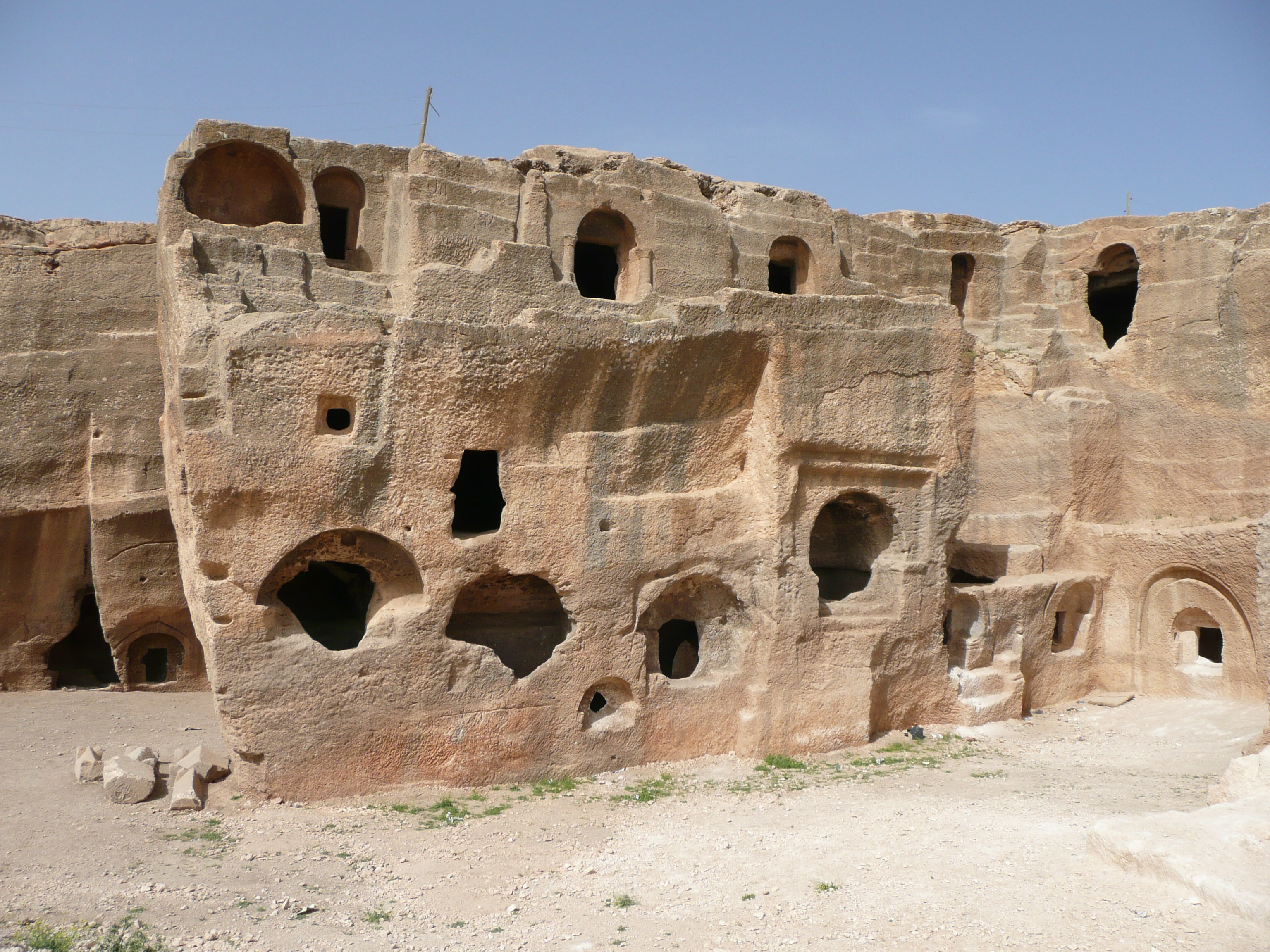
Hàbitat troglodític de Dara, a Turquia.

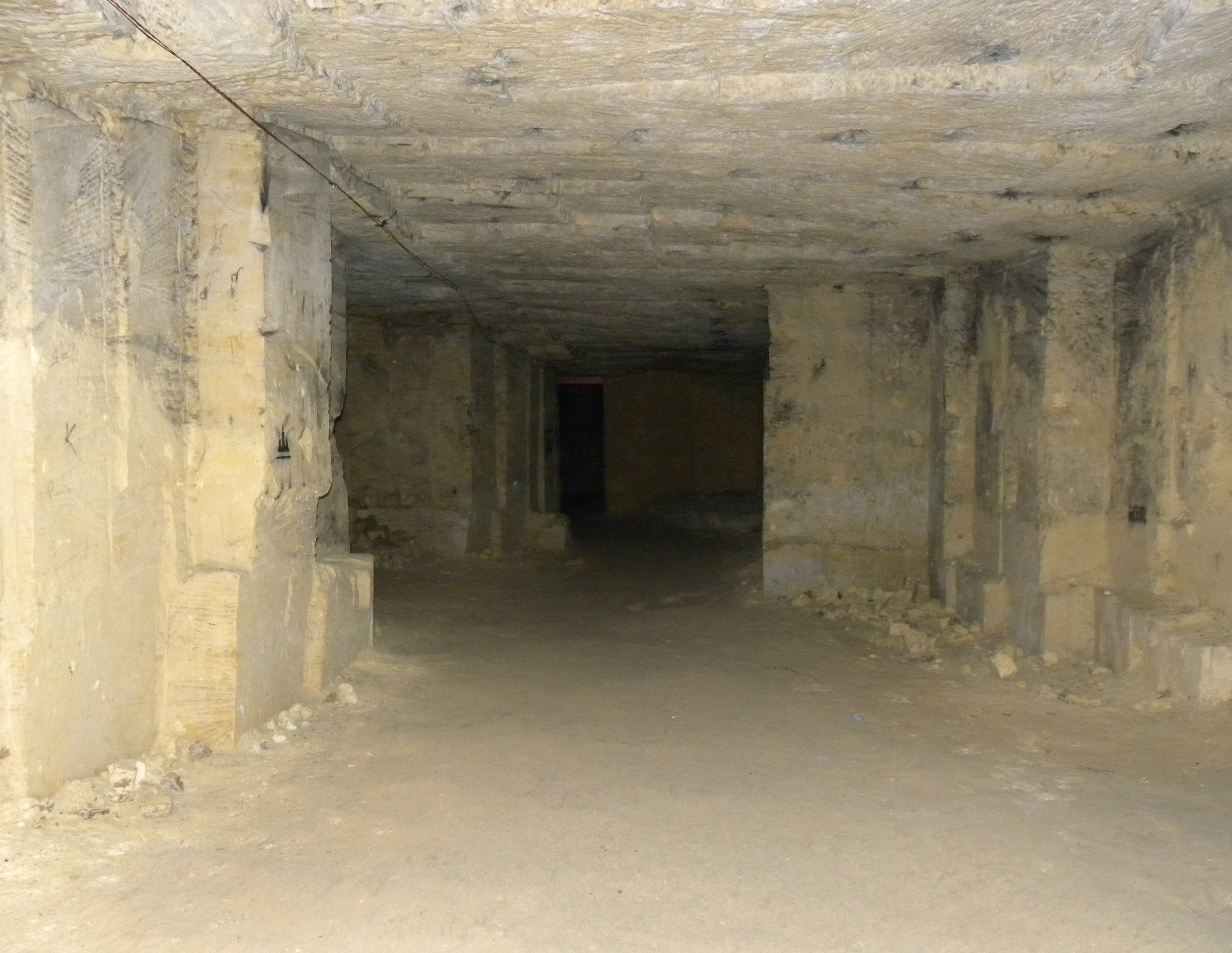
Galeria a Geulhem, Limburg (Països Baixos).

Troglodites o troglòdites (del grec τρωγλοδύτης trōglodýtēs 'que viu en una caverna' comp. de τρωγλο ‘forat’ i δύειν 'ficar'; en llatí Trōglŏdўtæ) és el nom donat a l'època clàssica a diversos pobles, que vivien a Mauritània, Líbia, Aràbia i als dos costats de la Mar Roja (Hedjaz, i Núbia i Etiòpia); també s'aplicava a alguns pobles del Caucas, tot i que eren més avançats que els altres. El terme ha passat a ser un sinònim despectiu de prehistòric o instintiu.